# 신평 (1956년)
신평(申平,  1956년 1월 1일 ~ )은 대한민국의 시인 및 수필가이자 변호사이다. 본관은 평산(平山)이다.

대한민국 대구광역시에서 태어나 경북고등학교, 서울대학교 법학 대학 학사 및 석사를 나왔고 사법연수원을 13기로 수료하여 판사., 변호사, 교수를 역임하였다.
신평이 “추미애 장관이 1985년 초임지를 춘천지방법원으로 발령받았다. 그러자 이에 불만을 품고 대법원의 법원행정처로 당돌하게도 찾아왔다. 그리고 펑펑 울며 여성판사에게 지방 발령은 부당하다고 항의했다”고 주장하자 추미애는 사실이 아니라고 밝혔다.
 윤석열 검찰총장에 대한 직무배제 명령 집행정지 신청이 법원에서 인용된 직후 자신의 페이스북에 "조국, 추미애는 사법개혁을 망친 주범"이라는 발언을 했다.
| 신 평    | 신 평                                                                        |
| -------- | ---------------------------------------------------------------------------- |
| 출생지   | 대한민국 대구광역시                                                          |
| 생일     | 1956년 1월 1일                                                               |
| 본관     | 평산(平山)                                                                   |
| 가족     | 배우자 및 2여 1남                                                            |
| 학력     | 서울대학교 법학 학사 서울대학교 대학원 법학 석사 영남대학교 대학원 법학 박사 |
| 종교     | 천주교                                                                       |
| 웹사이트 | 웹사이트 블로그                                                              |

## 학력
1974년 경북고등학교 졸업
1978년 서울대학교 법학 학사
1983년 서울대학교 대학원 법학 석사 
2002년 영남대학교  대학원 법학 박사

## 경력

### 주요 경력
1983년 사법연수원 제 13기 수료
1983년 9월 ~ 1993년 8월 대한민국 법관 (서울 인천 대구 경주)
1989년 ~ 1990년 일본 최고재판소 외국재판관 연수원
1989년 ~ 1990년 일본 게이오(慶應)대학 및 히토쯔바시(一橋)대학 객원연구원
1994년 ~ 2006년 대한민국 변호사
1998년 ~ 2006년 대구가톨릭대학교 조교수, 부교수(법학부장)
2004년 ~ 2006년 앰네스티법률가위원회 위원장
2004년 ~ 2005년  미국 Cleveland State University의 Visiting Scholar
2006년 ~ 2009년 경북대학교 법학대학 교수
2006년 ~ 2007년 중국 쩡파(政法)대학 객좌교수
2006년 ~ 중국 런민(人民)대학 객좌교수
2007년 11월 ~ 2008년 12월 한국헌법학회 회장
2009년 3월 ~ 2018년 8월 31일 경북대학교 법학전문 대학 교수 (헌법담당)
2010년 12월 ~ 2013년 5월 한국교육법학회 회장
2011년 3월 ~ 한일비교헌법연구회 한국 측 회장
2012년 3월 ~ 2014년 2월 경북대학교 법학연구원 원장
2017년 제19대 대통령 선거 문재인 대통령 후보 선거대책위원회
민주정책통합포럼 상임위원·공익제보지원위원회 위원장·경주선거대책위원회 공동위원장
2018년 8월 ~ 외교부 정책자문위원
2018년 12월 ~ 국회의원연구단체평가위원
2019년 7월 ~ 공정세상연구소 이사장

### 기타 경력
2006년 9월 ~ 2009년 2월 사법연수원 외래교수(언론법 담당)
2008년 5월 ~ 2012년 9월 한국의회발전연구회 이사
2013년 학술원 대한민국 학술원상 심사위원(사회과학부문)

## 수상 경력
1998년 포항MBC 문화대상
2008년 한국헌법학회 공로상
2008년 제헌절 제60주년 국민대표
2010년 문학시대 시부문 신인상
2012년 제1회 일송정 문학상
2013년 철우언론법상
2014년 국회부의장상
2016년 국회의장 공로장
2018년 대한민국법률대상

## 논문 및 저서
논문 : 70여 편
저서 : 16권
일본땅 일본바람 (세대, 1990)
한국의 언론법 (높이깊이, 2011)
헌법 재판법 (법문사, 2011)
한국의 사법개혁 (높이깊이, 2013) 
로스쿨 교수를 위한 로스쿨 (높이깊이, 2016)
법원을 법정에 세우다 (새움, 2018)